# Cutie Honey
Cutie Honey är en japansk mangafigur skapad av Go Nagai. Hon framträder första gången i 1973 års upplaga av Shōnen Champion, avsnitt 41. Enligt Nagai är hon den första kvinnliga protagonisten till shōnen i en mangaserie.

## Videospel
Strategispelet Majokko Daisakusen: Little Witching Mischiefs, med Cutie Honey och andra magiska flickor i centrum, utvecklades av Toys For Bob och gavs ut av Bandai 1999.